# 1853 au théâtre
| Années du théâtre : 1850 - 1851 - 1852 - 1853 - 1854 - 1855 - 1856    |
| Décennies du théâtre : 1820 - 1830 - 1840 - 1850 - 1860 - 1870 - 1880 |

## Pièces de théâtre représentées
- 16 avril : Une Nichée d'Arlequins, comédie mêlée de chants des Frères Cogniard, Paris, théâtre du Palais-Royal.
- 14 juin : Le Lys dans la vallée, drame en 5 actes, en prose, d'après Honoré de Balzac, avec A. de Beauplan, Paris, Théâtre-Français.
- 24 octobre : Ali-Baba ou Les Quarante Voleurs, conte des mille et une nuits des Frères Cogniard, Paris, théâtre Impérial du Cirque.
- 24 décembre : La Poudre de Perlinpinpin, féérie des Frères Cogniard, Paris, théâtre Impérial du Cirque.

## Décès
- 21 février : Jean-Joseph Mira, dit Brunet, acteur comique et directeur de théâtre français, né le 17 novembre 1766.
- 8 octobre : Carl Meisl, dramaturge autrichien, né le 30 juin 1775.